# François de Sarcus
François de Sarcus, mort le  23 mars 1557, est un évêque français du XVIe siècle. 

## Biographie
François de Sarcus est le fils de Jean de Sarcus, conseiller et maître-d'hôtel du roi François Ier et premier maître-d'hôtel de la reine Éléonore d'Autriche, et de Marguerite de Chabannes. 
François de Sarcus devient abbé de Blagny et succède en 1536 à son oncle Antoine de Chabannes au siège du Puy. Il est aussi aumônier du roi Henri II. Avec lui s'éteint la souche principale de la famille de Sarcus.
Le traducteur Jacques Vincent le présente comme l'un de ses protecteurs.